# Domonic Brown
Pour les articles homonymes, voir Brown.
Domonic Larun Brown (né le 3 septembre 1987 à Zephyrhills, Floride, États-Unis) est un voltigeur des Ligues majeures de baseball.

## Carrière
Domonic Brown est repêché du Redan High School de Stone Mountain, Géorgie, au 20e tour de la séance de repêchage amateur de 2006 par les Phillies de Philadelphie. Décrit comme un joueur possédant à la fois de la vitesse, de la puissance et un bon bras en défensive, il accepte 200 000 dollars des Phillies pour renoncer à poursuivre une carrière au football américain et plutôt se consacrer au baseball.
Baseball America classe Brown meilleur joueur d'avenir dans le réseau de filiales des Phillies en 2009. Le voltigeur se classe en 2010 au 14e rang des meilleurs joueurs d'avenir des Ligues majeures selon MLB.com, et premier dans l'organisation des Phillies.
En 2010, Brown gradue du niveau Double-A, où il joue en ligue mineure pour les Phillies de Reading de la Ligue Eastern, au niveau Triple-A. Le 28 juillet, les Phillies de Philadelphie placent le nom du voltigeur Shane Victorino sur la liste des blessés pour 15 jours et rappellent Domonic Brown des IronPigs de Lehigh Valley, dans la Ligue internationale.
Le jeune Brown fait ses débuts dans les majeures le 28 juillet 2010 à Philadelphie, dans un match des Phillies face aux Diamondbacks de l'Arizona. Il frappe deux coups sûrs en trois présences au bâton officielles et produit deux points. Il obtient un double face au lanceur Edwin Jackson à sa première présence,. Le 10 août face aux Dodgers de Los Angeles, Brown connaît un match de quatre points produits dans lequel il frappe son premier circuit en carrière, un coup en solo aux dépens du lanceur Ronald Belisario. Brown termine l'année avec les Phillies et frappe dans une moyenne au bâton de ,210 avec deux circuits et 13 points produits en 35 rencontres.
En 2011, il frappe cinq circuits et produit 19 points en 56 parties pour les Phillies.
Brown ne s'impose toujours pas en 2012 comme le voltigeur d'avenir que les Phillies voyaient en lui. Limité à 56 parties jouées, il ne frappe que pour ,235 avec 5 circuits et 26 points produits.
Il connaît en revanche un fort début de saison 2013 et est même nommé meilleur joueur de mai dans la Ligue nationale après avoir claqué 12 circuits et produit 25 points durant ce mois. En mai 2013, sa moyenne de puissance est de ,688.
Brown signe un contrat des ligues mineures avec les Blue Jays de Toronto le 25 février 2016.